# Coivaras
Coivaras este un oraș în Piauí (PI), Brazilia.